# Takayo Fischer
Takayo Fischer (* 25. November 1932 in Hardwick, Kalifornien) ist eine US-amerikanische Schauspielerin, die sowohl vor der Kamera als auch auf der Bühne aktiv ist.

## Leben
In ihrem ersten Bühnenstück, das sich The World of Suzie Wong nennt, spielte Fischer 1958 mit. Die Aufführung fand in New York statt.
Fischer begann ihre Laufbahn als Filmschauspielerin 1978 in der Fernsehserie Battle of the Planets, für die sie zwei Jahre lang spielte.
In den nächsten zehn Jahren war sie vorwiegend in anderen Fernsehserien zu sehen, bis sie 1989 erstmals in mit Dad in einem Kinofilm erschien. Für Tea, das 1987 ebenfalls in New York aufgeführt wurde, stand sie erneut auf der Bühne. Das Stück wurde im folgenden Jahr in San Diego vorgeführt, später noch von 1991 bis 1992 in Syracuse.
Im folgenden Jahrzehnt trat Fischer auch hauptsächlich in Produktionen auf, die auf nationale Ebene begrenzt waren, besonders Fernsehfilme gehörten dazu, wie etwa Kids for Cash aus dem Jahre 1994.
Nach der Jahrtausendwende war Fischer dann in mehreren bekannteren US-amerikanischen Fernsehserien zu sehen, wie Emergency Room – Die Notaufnahme 2001 oder 2005 in Scrubs – Die Anfänger. Von da an erhielt sie zahlreiche Nebenrollen in international bekannten und finanziell erfolgreichen Filmproduktionen, wie der Literaturverfilmungen Krieg der Welten, dessen Vorlage von H. G. Wells gelegt wurde. Im selben Jahre, 2005, trat sie erneut in einer Romanverfilmung auf, diesmal in einer, die eine modernere Vorlage hatte, nämlich Die Geisha. Im Das Streben nach Glück spielte Fischer die offenbar asiatische Kindergärtnerin des Sohnes des Protagonisten Chris Gardner, der durch Will Smith verkörpert wurde. Auch für die Fortsetzung des Piratenfilmes Pirates of the Caribbean – Fluch der Karibik 2 wurde sie engagiert. Zuletzt war Fischer wieder vermehrt in Fernsehserien zu sehen, wie 2009 in Weeds – Kleine Deals unter Nachbarn.
Privatleben
Fischer ist die Tochter von Chukuro und Kinko Tsubouchi. Sie ist seit November 1980 mit Seymour Fischer verheiratet und hat mit ihm zusammen drei Kinder.

## Filmografie (Auswahl)
- 1978–1980: Battle of the Planets (Fernsehserie, 85 Folgen, Stimme)
- 1983: Rubik, the Amazing Cube (Fernsehserie, Stimme)
- 1983: Mister T (Fernsehserie, Stimme)
- 1986: American Geisha (Fernsehfilm)
- 1988: Cops im Zwielicht (Internal Affairs, Fernsehfilm)
- 1989: Dad
- 1990: Fremde Schatten (Pacific Heights)
- 1991: Showdown in Little Tokyo
- 1992: Batman (Batman: The Animated Series, Fernsehserie, eine Folge, Stimme)
- 1994: Kids for Cash – Eltern ohne Skrupel (Baby Brokers, Fernsehfilm)
- 1995: The Dangerous
- 1997: Strawberry Fields
- 1999, 2001: Eine himmlische Familie (7th Heaven, Fernsehserie, zwei Folgen)
- 2000: Die Nominierung (Running Mates, Fernsehfilm)
- 2001: Emergency Room – Die Notaufnahme (ER, Fernsehserie, eine Folge)
- 2004: Stand Up for Justice (Stand Up for Justice: The Ralph Lazo Story, Kurzfilm)
- 2005: Scrubs – Die Anfänger (Scrubs, Fernsehserie, eine Folge)
- 2005: Krieg der Welten (War of the Worlds)
- 2005: Die Geisha (Memoirs of a Geisha)
- 2005–2008: Boston Legal (Fernsehserie, neun Folgen)
- 2006: Americanese
- 2006: Das Streben nach Glück (The Pursuit of Happyness)
- 2006: Pirates of the Caribbean – Am Ende der Welt (Pirates of the Caribbean – At World's End)
- 2007: The Beast (Fernsehfilm)
- 2007: Medium – Nichts bleibt verborgen (Medium, Fernsehserie, eine Folge)
- 2007: It’s Always Sunny in Philadelphia (Fernsehserie, eine Folge)
- 2008: Uncross the Stars
- 2009: Weeds – Kleine Deals unter Nachbarn (Weeds, Fernsehserie, eine Folge)
- 2010: The Forgotten – Die Wahrheit stirbt nie (The Forgotten, Fernsehserie, eine Folge)
- 2011: Die Kunst zu gewinnen – Moneyball (Moneyball)
- 2020–2021: Der Babysitter-Club (The Baby-Sitters Club, Fernsehserie)
- 2021: Love Hard